# Liste des officiers des gardiens de la révolution
Les personnes suivantes ont été identifiées comme des officiers supérieurs (actuels ou passé) du Corps des gardiens de la révolution islamique, qui est une des deux composantes des Forces armées iraniennes.

## Commandants en chefs
| No | Portrait             | Nom                 | Mandat      | Ref   |
| -- | -------------------- | ------------------- | ----------- | ----- |
| 1  |                      | Abbas Zamani        | 1980        | [ 1 ] |
| 2  | Morteza Rezaee       | Morteza Rezaï       | 1980 - 1981 | [ 1 ] |
| 3  | Mohsen Rezaee        | Mohsen Rezaï        | 1981 - 1997 | [ 1 ] |
| 4  | Yahya Rahim Safavi   | Yahya Rahim Safavi  | 1997 - 2007 | [ 1 ] |
| 5  | Mohammad-Ali Jaafari | Mohammad-Ali Jafari | 2007 - 2019 | [ 1 ] |
| 6  | Hossein Salami       | Hossein Salami †    | 2019 - 2025 | [ 2 ] |
| 7  | Mohammad Pakpour     | Mohammad Pakpour    | depuis 2025 | [ 3 ] |

## Officiers supérieurs des branches

### Forces terrestres
| No | Portrait            | Nom                        | Mandat      | Ref |
| -- | ------------------- | -------------------------- | ----------- | --- |
| 1  | Yahya Rahim Safavi  | Yahya Rahim Safavi         | 1985 - 1989 |     |
| 2  | Mostafa Izadi       | Mostafa Izadi              | 1989 - 1992 |     |
| 3  | Mohammad Ali Jafari | Mohammad Ali Jafari        | 1992 - 2005 |     |
| 4  | Ahmad Kazemi        | Ahmad Kazemi               | 2005 - 2006 |     |
| 5  | Ahmad Kazemi        | Mohammad Reza Zahedi       | 2006 - 2008 |     |
| 6  |                     | Mohammad Djafar Asadi (en) | 2008 - 2009 |     |
| 7  | Mohammad Pakpour    | Mohammad Pakpour           | 2009 -      |     |

### Marine
| No | Portrait | Nom                   | Mandat      | Ref   |
| -- | -------- | --------------------- | ----------- | ----- |
| 1  |          | Hossein Alaei (en)    | 1985 - 1990 |       |
| 2  |          | Ali Shamkhani         | 1990 - 1997 | [ 4 ] |
| 3  |          | Ali Akbar Ahmadian    | 1997 - 2000 | [ 5 ] |
| 4  |          | Morteza Saffari (fa)  | 2000 - 2010 | [ 6 ] |
| 5  |          | Ali Fadavi            | 2010 - 2018 | [ 7 ] |
| 6  |          | Alireza Tangsiri (en) | 2018 -      | [ 8 ] |

### Force aérospatiale
| No                                                                                   | Portrait | Nom                     | Mandat      | Ref |
| ------------------------------------------------------------------------------------ | -------- | ----------------------- | ----------- | --- |
| 1                                                                                    |          | Mousa Refan (en)        | 1985 - 1990 | –   |
| 2                                                                                    |          | Hossein Dehghan         | 1990 - 1991 | –   |
| 3                                                                                    |          | Mohammed Hossein Jalali | 1991 - 1997 | –   |
| 4                                                                                    |          | Mohammad Ghalibaf       | 1997 - 2000 | –   |
| 5                                                                                    |          | Ahmad Kazemi            | 2000 - 2005 | –   |
| 6                                                                                    |          | Mohammad Reza Zahedi    | 2005 - 2006 | –   |
| 7                                                                                    |          | Hossein Salami          | 2006 - 2009 | –   |
| Commandant de la Force aérospatiale du Corps des gardiens de la révolution islamique |          |                         |             |     |
| 8                                                                                    |          | Amir Ali Hajizadeh †    | 2009 - 2025 | –   |

### Force Al-Qods
| No | Portrait         | Nom                | Mandat      | Ref    |
| -- | ---------------- | ------------------ | ----------- | ------ |
| 1  | Ahmad Vahidi     | Ahmad Vahidi       | 1988 - 1998 |        |
| 2  | Qassem Soleimani | Qassem Soleimani † | 1998 - 2020 | [ 9 ]  |
| 3  | Ismael Qaani     | Ismael Qaani       | depuis 2020 | [ 10 ] |

### Basiji
| N° | Portrait | Nom                            | Mandat      | Réf    |
| -- | -------- | ------------------------------ | ----------- | ------ |
| 1  |          | Amir Majd (en)                 | 1979 - 1981 |        |
| 2  |          | Ahmad Salek (en)               | 1981 - 1984 |        |
| 3  |          | Mohammad-Ali Rahmani (en)      | 1984 - 1990 |        |
| 4  |          | Alireza Afshar (en)            | 1990 - 1998 |        |
| 5  |          | Mohammad Hejazi                | 1998 - 2007 |        |
| 6  |          | Hossein Taeb                   | 2007 - 2009 | [ 11 ] |
| 7  |          | Mohammad Reza Naqdi (en)       | 2009 - 2016 |        |
| 8  |          | Gholamhossein Gheybparvar (en) | 2016 - 2019 | [ 12 ] |
| 9  |          | Gholamreza Soleimani (en)      | depuis 2019 | [ 13 ] |

## Officiers supérieurs du renseignement

### Organisation du renseignement
| No | Portrait     | Nom                  | Mandat      | Ref    |
| -- | ------------ | -------------------- | ----------- | ------ |
| 1  | Hossein Taeb | Hossein Taeb         | 2009 - 2022 | [ 14 ] |
| 2  |              | Mohammad Kazemi (en) | 2022 -      | ,      |